# Dahls Tapetfabrik
Dahls Tapetfabrik er en tidligere fabrik i Ballerup.
Fabrikken blev oprettet i 1887 i Ballerup. Den blev tidligere kaldt Maglegårds Fabrik, fordi den lå på Maglegårdens jord. Fabrikken blev grundlagt af Andreas Frederik Dahl, der levede fra 1824 til 1904. Han var oprindelig dekorationsmaler, men startede i 1849 en fabrik i København, hvor han fremstillede rullegardiner, som blev påtrykt billeder af slotte og kendte bygninger. Senere begyndte han at tegne og trykke tapeter. Pladsen i København blev imidlertid for trang, og i 1881 købte tapetfabrikanten Maglegård i Ballerup. Her drev han i begyndelsen både landbrug og fabriksvirksomhed. På Maglegårdens jord opførte fabrikanten en ny og med datidens øjne moderne tapetfabrik. Fabrikken var et meget stort bygningsværk, der lå midt på den bare mark uden bebyggelse i nærheden. Da Andreas Frederik Dahl døde, overtog hans enke, Anna Henriette Dahl, fabrikken. I 1919 blev fabrikken omdannet til et familie-aktieselskab, og den var nu blevet Danmarks største tapetfabrik. Ægteparrets ældste søn, Andreas Sofus Frederik Dahl, der var født i 1858, stod nu som leder af fabrikken. Fabrikken voksede og blev udvidet flere gange.
I 1971 havde den 200 medarbejdere, hvoraf mange kom fra Ballerup. I 1972 blev fabrikken bygget om. Der blev opført en stor hal til trykkeri, rullestue, pakkeri og lager og en ny administrationsbygning med kantine for personalet. Men kun tre år efter måtte Dahl-familien erkende, at tiderne var dem imod. På grund af svigtende eksport måtte virksomheden indskrænke sine aktiviteter. Der var oliekrise og manglende indtjening, og man kunne ikke konkurrere med de udenlandske fabrikker. Derfor besluttede man at stoppe driften på Dahls Tapetfabrik.
I 1976 købte Ballerup Kommune den nedlagte fabrik, og kommunalbestyrelsen besluttede, at bygningerne skulle sættes i stand, så man kunne bruge dem til et kombineret forenings- og idrætscenter. Den 12. januar 1985 kunne kommunen indvie forenings- og idrætscentret Tapeten.